# فلاديمير ميكييف
فلاديمير ميكييف (مواليد 7 فبراير 1957) هو سبّاح من الاتحاد السوفيتي، مثّل بلاده في الألعاب الأولمبية الصيفية 1976.

## روابط خارجية
فلاديمير ميكييف على موقع الاتحاد الدولي للسباحة (الإنجليزية)
- فلاديمير ميكييف على موقع أوليمبيديا (الإنجليزية)